# 長圓寺 (西尾市)

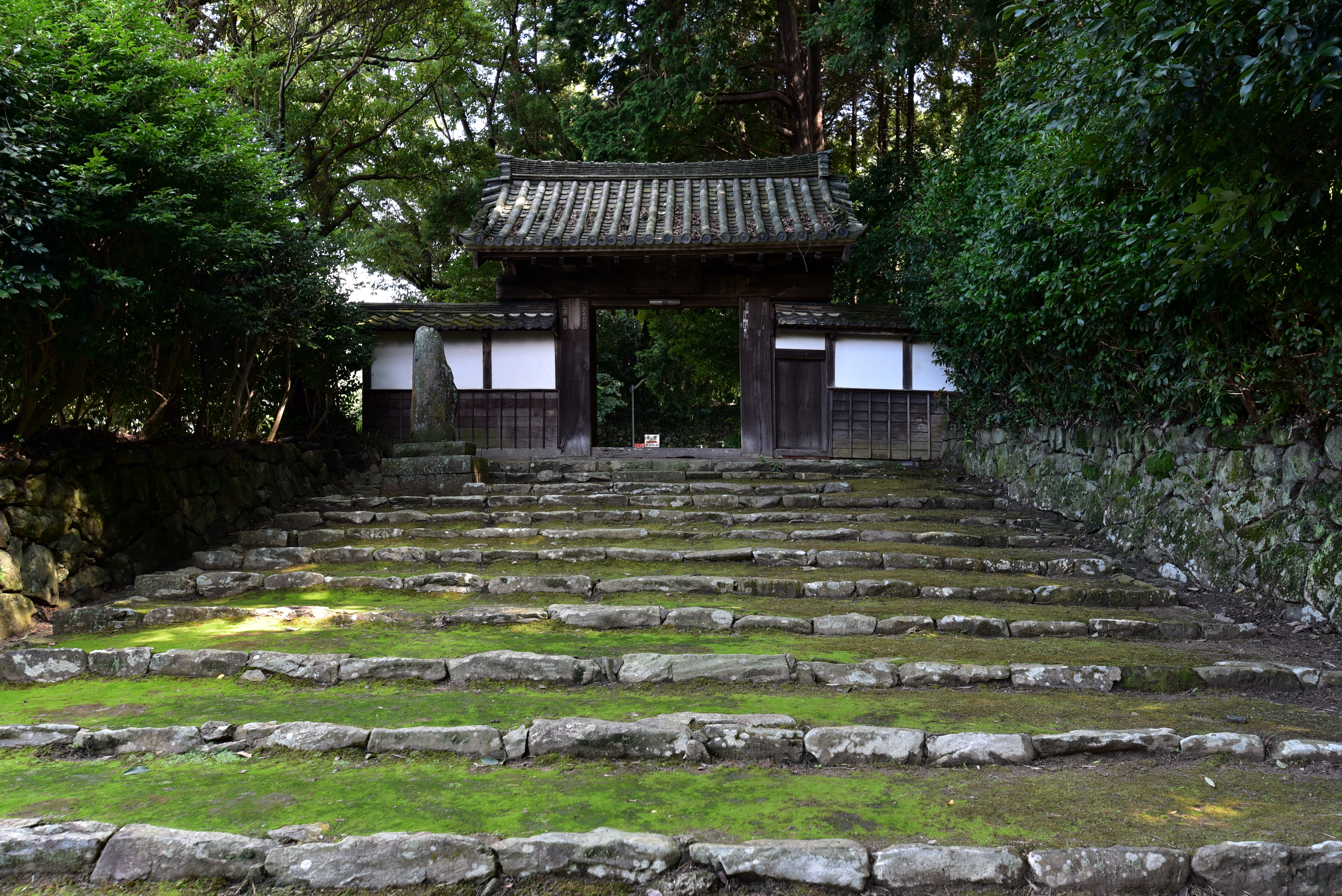
山門

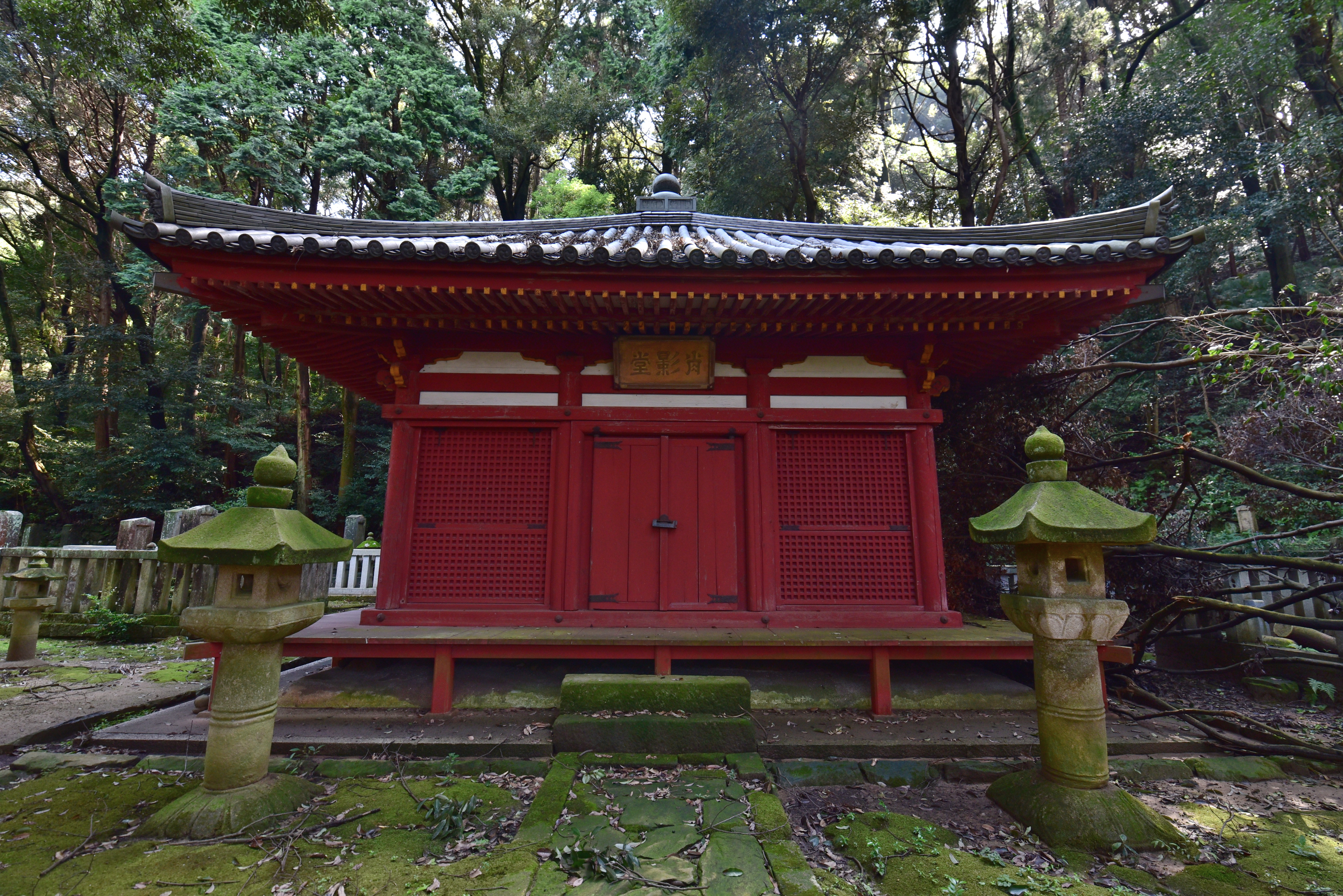
長圓寺肖影堂

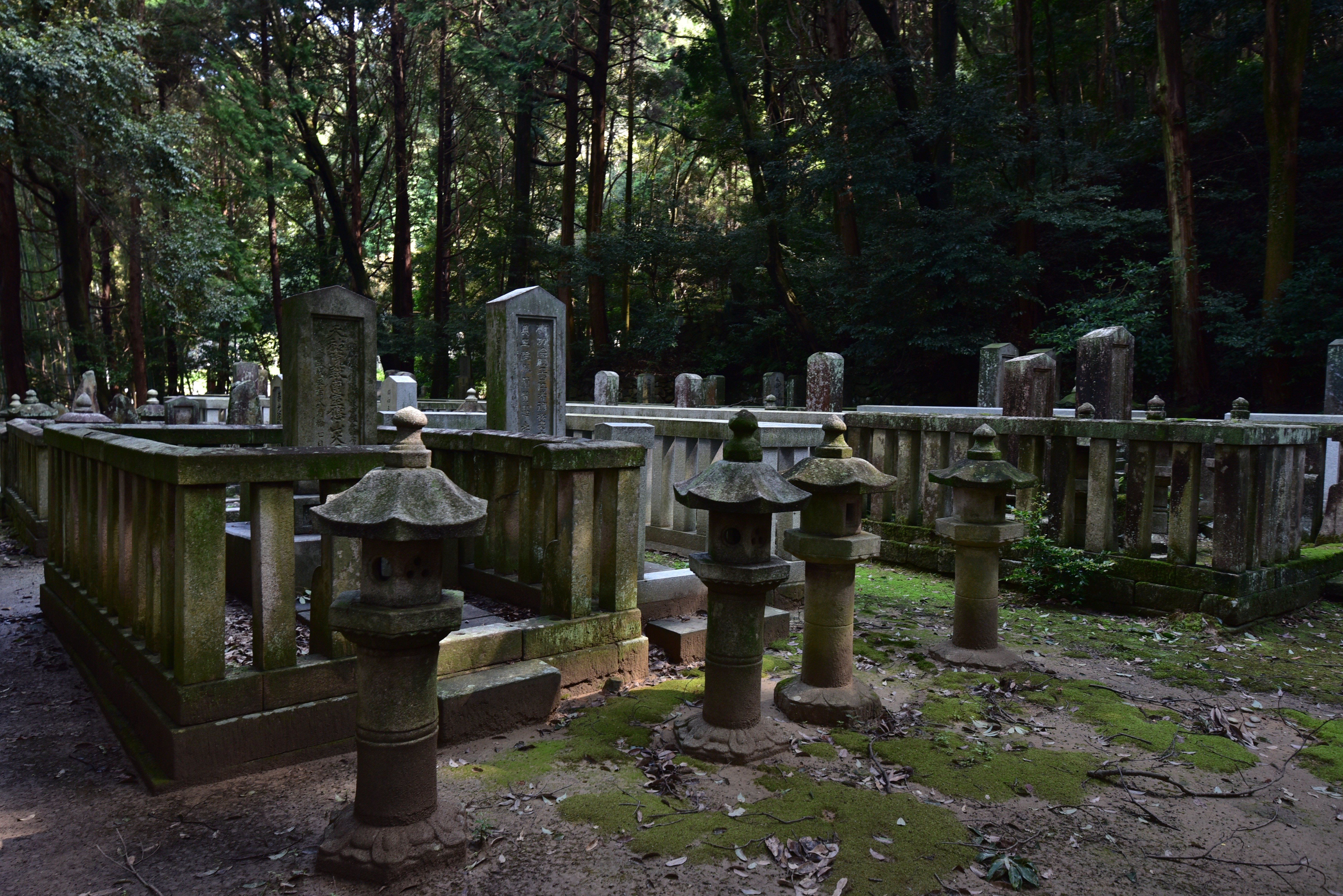
板倉家代々の当主の墓所

長圓寺（ちょうえんじ）は、愛知県西尾市にある寺院。京都所司代を務めた板倉勝重とその一族である板倉家の菩提寺である。

## 由緒
もとは現在の岡崎市中島町にあった永安寺が前身で、慶長8年（1603年）に板倉勝重が再建して中島山長圓寺と改めた。寛永7年（1630年）、勝重の長男である重宗が父の7回忌の際に現地に移した。境内には勝重の霊廟である肖影堂や、板倉家代々の墓などがある。

## 文化財
愛知県指定文化財
- 肖影堂 - 1630年、板倉重宗が父勝重の霊廟として建立。扁額は石川丈山筆[1]。
- 木造板倉勝重座像
- 絹本着色板倉勝重肖像
- 東山北野遊楽図屏風
- 正法眼蔵随聞記

西尾市指定文化財
- 山門 - 1630年建立。
- 松花堂の絵
- 光悦書手水鉢
- 覆醤集